# Archaeophya magnifica
Archaeophya magnifica är en trollsländeart som beskrevs av Günther Theischinger och Watso 1978. Archaeophya magnifica ingår i släktet Archaeophya och familjen skimmertrollsländor. Inga underarter finns listade i Catalogue of Life.